# くまたんち
『くまたんち』はヴァニラウェア・アシナガおじさん開発、ディンプル発売のニンテンドーDS専用ゲームソフト。2008年9月25日発売。

## 概要
同人ゲームサークルであるアシナガおじさん企画を基に、『プリンセスクラウン』『オーディンスフィア』などの製作したヴァニラウェアが製作を手がけ、ディンプルより販売された。アシナガおじさんの同人ゲーム作品、『ハバネロたんハウス』時と同じく、キャラクターデザインはシガタケが担当。操作やシステムも『ハバネロたんハウス』から継承されている箇所が見受けられる。サウンド制作はベイシスケイプ。

## ストーリー
暮らしていた「おんぼろ動物園」が改装のため、一時的に「にぎわい動物園」に預けられることになったくまたん。改装が終わるまでの2週間、プレイヤーが飼育員となってくまたんのお世話をする。

## システム
ジャンルは、シミュレーション。クマを擬人化したキャラクターであるくまたんを、飼育員であるプレイヤーが世話をする、育成シミュレーションとなっている。
リアルタイム
DSの内蔵時計とリンクしたリアルタイムで時間が進み、定められた期間である2週間が経過すると自動的にエンディングを迎える。ゲームを切っている間でも、次回起動時に経過した時間分の人気やお稽古などの数値がステータスに反映される。
パラメーター
くまたんのパラメーターには、現在の気分と空腹度とプレイヤーへの好感度が表示されるようになっている。
気分
「かなしい」「いかり」「たのしい」「うれしい」「なまいき」の5つの感情が設定されており、これによってくまたんのやる気や画面中のアクションが変わる。何もしていないときにデコピンしたりすると、悲しいや怒りの状態になり、逆になでなでしてあげたりショーで成功したりすると楽しいや嬉しいになる。ただし、感情が上がりすぎると生意気の状態になり、言うことをあまり聞かなくなる。
空腹度
くまたんのお腹の空き具合。時間の経過によって満腹の状態から「いっぱい」→「まんぞく」→「ふつう」→「すいた」→「はらぺこ」順に下がっていき、空腹過ぎるとお稽古に集中できないなどの弊害やプレイヤーへの好感度が下がるなどの効果が出る。これを回復させるために、くまたんに食事を1日に2回程度与える必要がある。与えるエサはショップで購入でき、高いエサほどプレイヤーへの好感度も上がりやすい反面、感情度も上がりやすいため生意気になりやすい。
隠しパラメーター
画面中には目に見える形には表示されないが、「くまたんの人気」などのパラメーターが存在する。これらは、温泉チケットをショップで購入してくまたんが温泉に入ると、一緒に入ったキャラクター達から現在の状況がおおよその形で確認できるようになっている。
なでなでとデコピン
くまたんをなでる「なでなで」と、軽く小突く「デコピン」。「なでなで」をするとくまたんの機嫌がよくなり、「デコピン」をすると機嫌が悪くなるなどの感情とやる気に影響。お稽古の際に道具の使い方を間違えた際に「デコピン」でおしおきしたり、成功を「なでなで」で褒めるなどするほか、一部のアクション中に行うことで別のアクションに切り替えることなどができる。
写真撮影
くまたんは、飼育施設である家の家具や遊具で何らかのアクションをする。それらのシーンをカメラで撮影することが可能で、撮影した写真は、ショップで売ることができる。
フレーミングとタイミング
写真にはフレーミングとタイミングの2つの要素があり、フレーミングは被写体であるくまたんが写真の中心に収まっているほど評価が上がる。タイミングは、さまざまなアクションを起こす際の撮るのが難しいシーンほど評価が高く、ありふれたシーンほど評価が低い。評価は、高いほうから順に☆・◎・○・△・×の5段階の評価が写真の横に表示されるようになっている。
レアリティ
写真の売値はフレーミングとタイミングの要素が高い写真ほど高値で売ることができる。同じ写真を同時にまとめて売るとレアリティが下がって売値が落ちる。また、1度売ると以降売る際に価格が下がっていくようになっており、リアルタイムの3時間ごとに売買価格にリセットがかかって元の価格に戻る。くまたんの人気が上がれば上がるほど、写真の基本価格が上がる。
くまたんショー
定期的に起こるイベント。くまたんショーは、くまたんが何らかの芸を披露するショー。成否に関係なく終了後に有る程度のおひねりがもらえ、成功すると人気が上がり、失敗や間違えたりすると人気は下がる。人気が上がれば、もらえるおひねりの額が上がる。同じ芸ばかりをしていると客に飽きられてしまい、人気が上がりにくくなってしまう。また、ゲームをつけっぱなしにしておくと、ショーの際に「くまたんフィーバー」というイベントが発生し、通常よりも高い額のおひねりがもらえるようになり、人気も大きく上がる。フィーバーは、一定回数のショーをこなすと自動的に終了する。
おけいこ
定期的に起こるイベント。ショーのための芸を覚えさせるお稽古。道具の使い方の間違いと正解、芸の成功と失敗の2つの要素がある。道具を間違った使い方をした際には、「デコピン」をして間違った使い方をしたことを自覚させ、正しい使い方をした際には「なでなで」でやる気の向上を図れる。芸には0－3までのレベルがあり、レベルが高いほど成功率が高い。また、レベルが上がると大成功を出せるようになる。各芸には、シュール・パワー・ミュージック・テクニックの4つのジャンルと低中高の3段階の習得難易度があり、ジャンルごとにショーの際の飽きられ易さ・人気の上がり方・お稽古の際の習得の容易さなどが異なり、習得難易度が高い芸ほど人気が上がりやすい。また、一度に覚えておける芸は6つまでで、使っていない芸はお稽古ごとに徐々にレベルが下がっていき忘れていく。お稽古は、一度に5つまで設定することができ、設定されているお稽古の中からくまたんがランダムに選んでそれをするようになる。
家具
くまたんの飼育施設には、家具をショップで購入して設置することができる。家具にはシリーズによって、芸のパラメーターの上昇値に影響を与えるため、習得中の芸に合わせて家具の組み合わせを変えることができる。さらに、環境というパラメーターがあり、これをあげることでくまたんの好感度が上がりやすくなる。また、一部の家具にはくまたんの容姿を変える機能が備わっており、くまたんがその家具に対してアクションを起こした際に服の色や髪の色を変える。ただし、設定で特定の色へ固定に設定しておけば、その色のものから変更はしなくなる。設定は、初期状態ではデフォルトカラー固定に設定されている。
おでかけ
くまたんが、飼育施設外に出かけて他の動物たちとの会話をするなどのイベント。

## 登場人物
くまたん（声：留桜良姫）
本作の主人公であるツキノワグマの女の子。改装工事中のおんぼろ動物園から2週間の間、にぎわい動物園に預けられることになった。「食べることが趣味」と自称する食いしん坊で、ハチミツが大好物。一人称は「くまたん」。語尾に「～くま」とつけて喋る。
らびたん（声：Mi-a）
ウサギの女の子。黒魔術を使い、嫌な相手に呪いをかけようとするなどの妙な行動をすることがあるが、基本的には面倒見がいい。言葉の語尾に「ですわ」をつけたり、扇子を取り出して笑ったりなどのお嬢様的な行動をする。時折、くまたんから捕食対称として見られて怯えたりする。
ねこくん（声：留桜良姫）
動物園にやってくる黒猫の男の子。自称一匹狼でとらのおねえさんに憧れているが、とらのおねえさんからの冷たい視線を感じてゾクゾクするなどと語るマゾチックな一面もある。くまたんに向かって少々きついことを言っていじめたりするが、基本的にはいいやつ。
とらのおねえさん（声：留桜良姫）
関西弁でしゃべるトラのお姉さん。にぎわい動物園一番のスーパースターだが、トラの強そうなイメージを押し付けられて苦しんでいる女の子らしい一面もあり、ゴスロリファッションなどのフリルの多い服にも興味を示す。
うしのおねえさん（声：坂上なち）
ホルスタイン柄の服装をしたウシのお姉さん。モーモー星からやってきたと自称しているが、時折感情的になって本性（？）を覗かせるなど、天然キャラを装っている疑いをかけられている。動物園一の人気を集めるとらのおねえさんに嫉妬の視線を送っている。
さるじぃ（声：チャオ佐々木）
迷彩柄の服を身に纏った、サルのおじいさん。過去に数々の戦場を渡り歩いた伝説の戦士を自称しているが、現在は煩悩の塊と言われるスケベジジイ。うしのおねえさんとすももに付きまとっている。趣味はパンチラ写真の盗撮。
園長（声：チャオ佐々木）
ゲーム開始時と終了時のみに姿を見せる、にぎわい動物園の園長。それ以外の登場シーンは無し。
すもも（声：Mi-a）
にぎわい動物園のショップで働く女の子。プレイヤーと接することが最も多い人間のキャラクター。ショップでの売買のほか、基本操作などを教えてくれる。一部の客からは、動物よりも人気があるとのこと。
まぐろう（声：紫季伊冬那）
おんぼろ動物園の時のくまたんの飼育員。魚のマークの入った帽子をかぶっており、マグロのような目をしているとよく言われるとか。ショーの際に観客に紛れ込んでいたり、ビデオレターを送ってよこしたり、いきなり告白してきたことをすももとの会話中で語られるなどの形で、作中の端々に姿を見せる。少し変わり者などと周囲から言われているが、どこか憎めないいい人。
ちび＆ちょび（声：坂上なち）
伝説の戦士であるさるじぃに憧れている小猿のコンビ。一見しただけでは見分けがつかない。生まれて半年。

## その他
- 初回特典には、ゲストによるイラストや設定資料や声優のコメントなどをまとめた「くま本」がついてきた。
- 公式サイトでは、くまたん×まぐろうによるくまラジが配信された（全8回）。
- ゲストのイラストは、ゲームにもおまけとして収録されており、鑑賞が可能。
- キャラクターデザインを行ったシガタケは、自身のサイトで「にぎわい動物園のモチーフが大阪市天王寺動物園」であるなどの開発裏話を語っている。